# CoreaHancock
CoreaHancock je drugi skupni album v živo Chicka Coree in Herbieja Hancocka. Album je bil posnet na koncertih februarja 1978 in je izšel leta 1979 pri založbi Polydor Records. Na albumu je najprej navedeno ime Coree, ker je bil Hancock prvi naveden na njunem prvem skupnem albumu v živo, An Evening with Herbie Hancock & Chick Corea: In Concert, ki vsebuje posnetke z iste turneje, izdala pa ga je založba Columbia Records. Vezija na zgoščenki ima nekoliko spremenjeno zadnjo stran vinilne izdaje.
Hancock je v svoji predstavitvi Coree na tem albumu omenil albuma Coree Piano Improvisations Vol. 1 in Vol. 2.

## Seznam skladb

### Izdaja na vinilni plošči
Stran 1
1. »Homecoming« (Corea) – 19:10

Stran 2
1. »Ostinato« (iz dela »Mikrokosmos za dva klavirja, štiri roke«) (Béla Bartók) – 2:37
2. »The Hook« (Corea, Hancock) – 13:15

Stran 3
1. »Herbie's Intro of Chick« – 0:41
2. »Bouquet« (Corea) – 18:13

Stran 4
1. »Maiden Voyage« (Hancock) – 10:42
2. »La Fiesta« (Corea) – 16:45

### Izdaja na zgoščenki
1. »Homecoming« (Corea) – 19:12
2. »Ostinato« (iz dela »Mikrokosmos za dva klavirja, štiri roke«) (Béla Bartók) – 3:02
3. »The Hook« (Corea, Hancock) – 13:30
4. »Bouquet« (Corea) – 19:22
5. »Maiden Voyage« (Hancock) – 8:26
6. »La Fiesta« (Corea) – 8:09

## Osebje
- Chick Corea - klavir, desni kanal
- Herbie Hancock - klavir, levi kanal (razen pri »Bouquet«)
- Phill Brown – mastering
- Fred Catero – remiks, miks
- Tony Cohan – notranje opombe
- Jeffrey Cohen – notranje opombe, koproducent
- Les D. Cooper – oddaljena snemalna ekipa
- Biff Dawes – oddaljena snemalna ekipa
- Dennis Drake – remiks, digitalni remastering
- Ellie Hughes – oblikovanje
- Tom Hughes – oblikovanje
- Rory Kaplan – inženir
- Bernie Kirsh – inženir
- Michael Manoogian – oblikovanje
- Darryl Pitt – fotografija
- Seth Rothstein – notranje opombe, priprava zgoščenke
- David Rubinson – producent, remiks, miks
- Ray Thompson – oddaljena snemalna ekipa
- Billy Youdelman – oddaljena snemalna ekipa